# Олівер Курц
Олівер Курц (нім. Oliver Kurtz, 23 жовтня 1971) — німецький хокеїст на траві.
Олімпійський чемпіон 1992 року.